# Peritragus
Peritragus – rodzaj chrząszczy z rodziny kózkowatych i podrodziny zgrzypikowych. 

## Zasięg występowania
Przedstawiciele tego rodzaju występują w Afryce od Somalii i Demokratycznej Republiki Konga na płn. po Mozambik i Angolę na płd.

## Systematyka
Do Peritragus należą 4 gatunki:
- Peritragus apicalis
- Peritragus laetula
- Peritragus nigroapicalis
- Peritragus similis